# Margherita Luti
Margherita Luti (fl. XVI secolo) si presume sia stata l'amante del pittore Raffaello Sanzio, di cui parla il Vasari a proposito del ritratto della Velata. In quanto tale potrebbe essere stata la modella di alcuni altri dipinti raffaelleschi, tra cui La Fornarina, la Madonna Sistina e la Nereide Galatea nell'affresco Trionfo di Galatea.
Per via della professione paterna, Margherita era nota come la Fornarina.
Vissuta a cavallo tra il XV ed il XVI secolo, non si conoscono con esattezza di lei né la data di nascita né quella di morte. Si narra che entrata in monastero alla morte di Raffaello, sarebbe scomparsa di lì a poco. Stimando che il modello della Velata avesse ventitré anni, si possono fare diverse congetture circa le date di nascita e di morte di Margherita Luti. Adottando la datazione media comunemente ritenuta per l'esecuzione della Velata (1516), si ottiene una nascita nel 1493. Occorre fare un'ipotesi sulla precocità del decesso in seguito alla scomparsa di Raffaello per ottenere una data di morte.

## Biografia

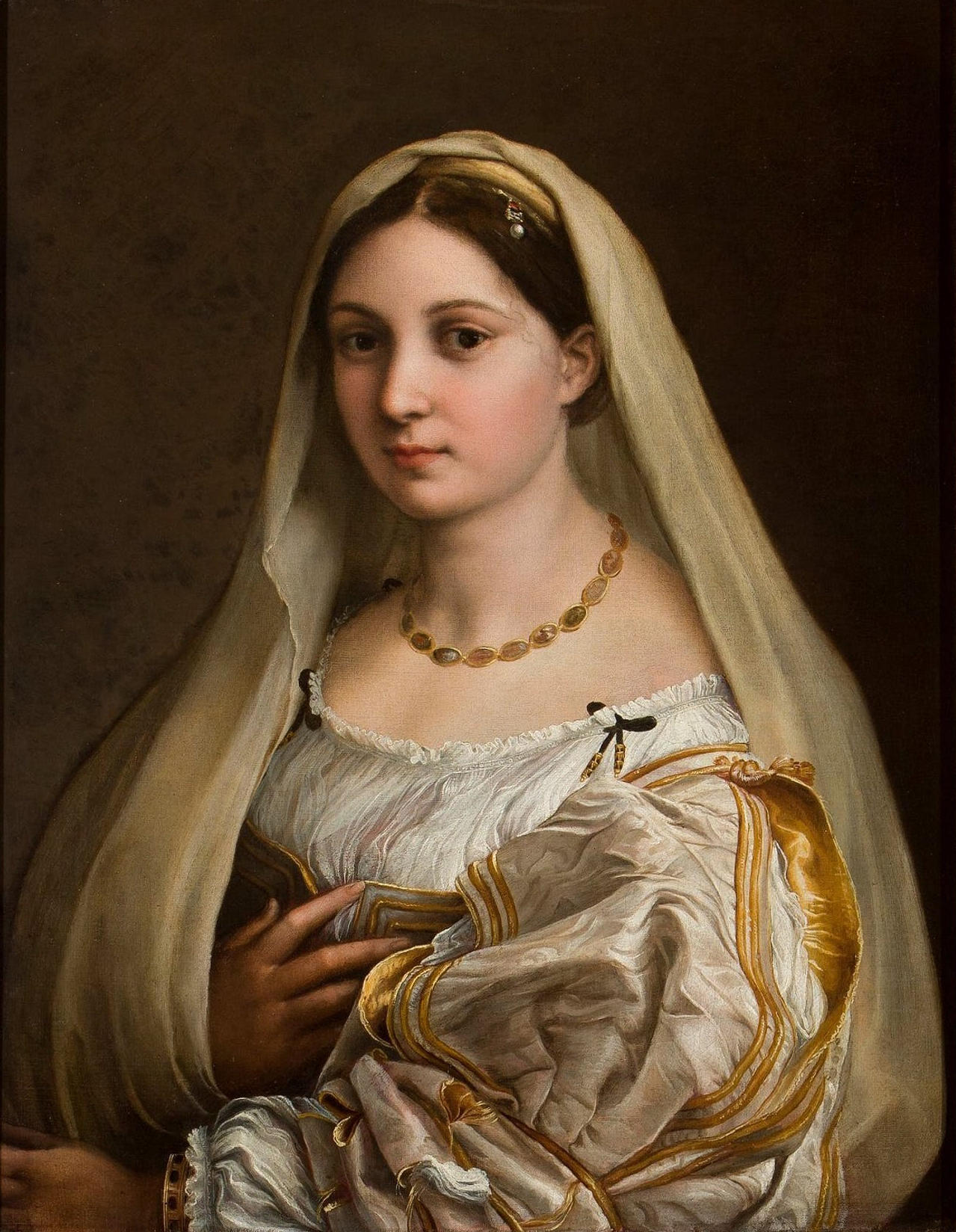
La Velata, dipinto di Raffaello raffigurante Margherita

Margherita Luti era la figlia di Francesco Senese, di professione fornaio nel quartiere di Trastevere a Roma.
Il padre è stato identificato con Francesco Luti, soprannominato Senese perché originario di Siena.
Il cognome della ragazza viene riportato anche nelle varianti Luzi o Luzzi.
Secondo lo storico dell'arte Carlo Astolfi il padre di Margherita discenderebbe dai nobili senesi Luti (noti anche come Luci o Lucii), caduti in disgrazia nel XVI secolo. Questa ipotesi sembrerebbe smentita dagli incarichi pubblici che i Luti continuarono a ricoprire a Siena fino alla prima metà del XVIII secolo. Lo storico ha probabilmente compiuto un errore dovuto a un caso di omonimia: il cognome Luti è storicamente diffuso nell'area senese-fiorentina, con più ceppi, non necessariamente legati da rapporti di sangue.

Nell'Ottocento Margherita suggestionò l'immaginario romantico, venendo addirittura definita musa ispiratrice del pittore. Nel 1897 lo studioso Antonio Valeri scoprì un documento, che attestava il ritiro nel monastero di Sant'Apollonia a Trastevere di Margherita, avvenuto pochi mesi dopo la morte di Raffaello. Il documento recita: 
 Si è pertanto ipotizzato che Raffaello e Margherita si fossero sposati segretamente e che lei, morto poi il marito, avesse per questo deciso di ritirarsi a vita monastica.

## Riferimenti nella cultura
Nel film Tre donne immorali? del 1979, la Fornarina è protagonista del terzo episodio e viene interpretata da Marina Pierro.